# Respingere (migrație)
În migrație, respingerea reprezintă „un set de măsuri statale prin care refugiații și migranții sunt forțați să se întoarcă peste o frontieră – în general imediat după ce au trecut-o – fără a se lua în considerare circumstanțele lor individuale și fără nicio posibilitate de a solicita azil”. Respingerile încalcă interdicția de expulzare colectivă a solicitanților de azil prevăzută în Protocolul 4 în țările semnatare ale Convenției Europene a Drepturilor Omului și adesea încalcă interdicția de nereturnare din dreptul internațional.

## Definiție
Neža Kogovšek Šalamon consideră că nu există o definiție unică și recunoscută a respingerii, dar, în general, aceasta poate fi caracterizată drept „returnări forțate colective informale ale persoanelor care intră ilegal în țară, înapoi în țara din care au intrat, prin proceduri care au loc în afara regulilor definite legal în protocoalele sau acordurile semnate de țările vecine”. Returnările forțate vizează migranții fără discriminare, indiferent dacă aceștia au motive pentru protecție internațională și fără posibilitatea de a solicita azil. În multe cazuri, returnarea forțată este impusă cu violență polițienească și este adesea însoțită de amenințări, umilințe și furtul bunurilor și al telefoanelor mobile ale migranților. Returnările se fac de obicei în mod clandestin, frecvent fără a informa autoritățile țării care primește migranții respinși. Prin urmare, de obicei nu există documentație care să ateste că a avut loc o respingere și este dificil pentru victime să obțină despăgubiri.
Potrivit lui Niamh Keady-Tabbal și Itamar Mann, care scriu pentru European Journal of International Law , cuvântul „respingere” este legat de „o erodare a legislației privind refugiații și o permisiune paralelă de a aplica violențe din ce în ce mai extreme asupra persoanelor aflate în mișcare, care nu sunt refugiați de bună credință ”. În cazul respingerilor din Marea Egee, aceștia se îndoiesc că respingerea este un cuvânt potrivit pentru „o încălcare a drepturilor omului care încapsulează voința de a elimina prezența unei persoane pe fața planetei”.

## Legalitate
Dacă refugiații sunt în pericol pentru viață sau libertate din cauza „rasei, religiei, naționalității, apartenenței la un anumit grup social sau opiniei politice”, cu excepția „pericolului pentru securitatea țării”, respingerile încalcă principiul nereturnării din dreptul internațional, inclusiv Convenția privind statutul refugiaților.
În unele regiuni se aplică legi suplimentare, în Europa, respingerile încalcă adesea interdicția expulzării colective a solicitanților de azil din Protocolul 4 la Convenția Europeană a Drepturilor Omului. Refulementul, precum și expulzările sumare, sunt, de asemenea, interzise de articolele 18 și 19 din Carta Drepturilor Fundamentale a UE.
În funcție de circumstanțe, respingerile pot constitui ele însele tortură sau rele tratamente sau pot încălca dreptul la viață , interzis de dreptul internațional, inclusiv CEDO și Carta Drepturilor Fundamentale a UE.
Marco Stefan și Roberto Cortinovi, de la Institutul Universitar European, descriu respingerile ca fiind „o amenințare majoră la adresa drepturilor fundamentale și a standardelor statului de drept stabilite în temeiul legislației primare și secundare a UE”.
De asemenea, au existat încercări de a contesta respingerile pe motiv că acestea ar putea echivala cu dispariții forțate sau crime împotriva umanității în cazuri deosebit de grave.
UNHCR a îndemnat țările europene să pună capăt repulsărilor la frontierele terestre și maritime ale Europei, numindu-le „pur și simplu ilegale”. Atât Curtea de Justiție a Uniunii Europene, cât și Curtea Europeană a Drepturilor Omului au decis că politica Ungariei de deportare sistematică a migranților la frontiera cu Serbia a fost ilegală. 72.000 de persoane au fost afectate de această politică din 2016, pe care Ungaria o continuă în ciuda acestor hotărâri. Cu toate acestea, Frontex și-a suspendat operațiunile în Ungaria.
Reacțiile autorităților maghiare implică adesea brutalitate polițienească - bătaia solicitanților de azil și aruncarea câinilor asupra lor - care, în multe cazuri, se termină cu moartea. Autoritățile maghiare nu investighează de obicei aceste tragedii în mod eficient, iar cazurile sunt aduse la Curtea Europeană a Drepturilor Omului. În Ungaria, Comitetul Helsinki Maghiar examinează și raportează aceste abuzuri, oferă asistență juridică gratuită reclamanților și îi dă în judecată.
Membrii parlamentului din Finlanda au votat cu 167 de voturi la 31 în iulie 2024 pentru o lege care permite respingerea migranților. Conform legii, nicio cerere de azil nu va fi acceptată la granița de est a Finlandei, dacă Rusia transportă migranți acolo într-o tentativă de destabilizare de tip război hibrid, așa cum a făcut la sfârșitul anului 2023. Atunci când este ordonată, măsura permite utilizarea forței pentru a returna migranții pe teritoriul rus. Ordinul trebuie emis de președinte în colaborare cu parlamentul, iar măsura este limitată la o lună per directivă.

## Cazuri
La 5 mai 2021, o analiză realizată de The Guardian a estimat că țările Uniunii Europene, au efectuat aproape 40.000 de respingeri, legate de 2.000 de decese, de la începutul pandemiei de COVID-19. Rețeaua de Monitorizare a Violenței la Frontieră , o coaliție de organizații dedicate monitorizării și documentării respingerilor și a altor violențe împotriva drepturilor omului atribuite acestora, a documentat 1281 de mărturii, care afectează peste 22.646 de persoane.

### Peninsula Balcanică
Amnesty International a documentat opozițiile Greciei începând cu 2013. În 2021, comisarul pentru Drepturile Omului al Consiliului Europei, Dunja Mijatović, a îndemnat Grecia să pună capăt respingerii migranților. 
Multe dintre operațiunile de respingere din Grecia și Croația sunt efectuate de bărbați mascați care au fost observați operând nave ale Pazei de Coastă Elene sau în zone puternic supravegheate de la granița croato-bosniacă. Potrivit Rețelei de Monitorizare a Violenței la Frontieră (BVMN), aproape 90% dintre migranții care călătoresc pe ruta balcanică și care au raportat operațiuni de respingere în 2020 au raportat, de asemenea, „tortură, tratamente inumane sau degradante”. BVMN a raportat „agresiuni care au durat până la șase ore, atacuri ale câinilor polițiști fără botniță și mâncare frecată pe rănile deschise ale victimelor respingerilor”. În perioada 2021-30 iunie, coaliția Protecting Rights at Borders a înregistrat 5565 de persoane care au raportat operațiuni de respingere.

### Granița dintre UE și Belarus
După ce guvernul belarus a ajutat migranții să treacă granița dintre Belarus și Polonia, ca parte a ceea ce președinta Comisiei Europene, Ursula von der Leyen, a descris drept un atac hibrid, Polonia a legalizat respingerea migranților prin forță în octombrie 2021, ceea ce este ilegal în conformitate cu dreptul UE și cel internațional. Grupul pentru drepturile omului Amnesty International și alte organizații pentru drepturile omului au răspuns declarând că Polonia și Lituania au încălcat drepturile migranților, deoarece limitează accesul solicitanților de azil pe teritoriul lor. Lituania și alte câteva țări au propus legalizarea respingerilor către Comisia Europeană ca urmare a crizei de la frontieră.

### Alte țări
Au fost raportate cazuri de respingere a frontierelor Europei în vestul, centrul și estul Mediteranei. 
Există rapoarte conform cărora Turcia a efectuat operațiuni de respingere, la granițele sale cu Siria și Iran. Tunisia se implică, de asemenea, în activități de respingere a migranților (în mare parte libieni).
Australia este, de asemenea, implicată în operațiuni de respingere. Pe 15 ianuarie 2014, o „capsulă de supraviețuire” din fibră de sticlă portocalie, conținând aproximativ 60 de solicitanți de azil, a debarcat la Cikepuh, în Java de Vest. O a doua, conținând 34 de persoane, a ajuns la Pangandaran pe 5 februarie. Daily Telegraph a relatat că se crede că guvernul australian a achiziționat unsprezece dintre capsule din Singapore, la un cost de aproximativ 500.000 de dolari. În mai 2014, Australia ar fi plasat două persoane care sosiseră la începutul anului pe o barcă cu alți solicitanți de azil, care a fost returnată în Indonezia. În ianuarie 2015, ministrul Dutton a anunțat că 15 nave, conținând în total 429 de solicitanți de azil, au fost supuse unor operațiuni de returnare de un anumit tip către Indonezia sau Sri Lanka de la începutul Operațiunii Frontiere Suverane.